# Bengt Blomgren
Bengt Blomgren (ur. 15 sierpnia 1923 w Sztokholmie, zm. 4 kwietnia 2013 w Norrköpingu) – szwedzki aktor, scenarzysta i reżyser.

## Wybrana filmografia
- 1942: Lagor i dunklet jako Samuelsson, student
- 1950: Regementets ros jako Oficer dyżurny, porucznik
- 1954: Karin, córka Mansa jako Max
- 1958: Laila (film) jako Nielsen
- 1977: Bracia Lwie Serce (film)
- 1997: Tik Tak (film) jako Gosta
- 2001: Aterkomsten jako Holden

reżyser
- 1954: I rok och dans